# دینا آورینا
دینا آورینا (روسی: Дина Алексеевна Аверина؛ IPA: [ˈdʲinə ɐˈvʲerʲɪnə]؛ زادهٔ ۱۳ اوت ۱۹۹۸) ژیمناست ریتمیک اهل روسیه است.